# Mory Diaw
Mory Diaw (* 22. Juni 1993 in Poissy) ist ein französischer Fußballtorhüter mit senegalesischen Wurzeln.

## Karriere
Diaw begann seine Laufbahn in der Jugend der AS Poissy. 2008 schloss er sich dem FC Versailles 78 an, bevor er ein Jahr später in die Akademie von Paris Saint-Germain wechselte. Im Mai 2012 spielte er erstmals für die zweite Mannschaft im viertklassigen CFA. In den folgenden Jahren bestritt der Torwart insgesamt 32 Partien in der vierthöchsten französischen Spielklasse. Ab 2014 stand er zudem im Kader der ersten Mannschaft, für die er jedoch nie zum Einsatz kam. Im Frühjahr 2015 wurde bekannt, dass sich Diaw in früheren Beiträgen auf dem Kurznachrichtendienst Twitter unter anderem vulgär geäußert hatte. Etwa einen Monat später wurde sein Vertrag aufgelöst. Daraufhin wechselte er im Sommer 2015 nach Portugal zum Zweitligisten CD Mafra. Bis Saisonende absolvierte er 17 Spiele in der Segunda Liga. Das Team stieg schließlich in die Campeonato Nacional de Seniores ab. Nach einer weiteren Spielzeit in Mafra wechselte er im Sommer 2017 zum bulgarischen Erstligisten Lokomotive Plowdiw. Für Plowdiw stand er sechsmal in der Parwa liga im Tor. Nach über einem Jahr ohne Verein schloss er sich Anfang 2019 dem Schweizer Viertligisten FC United Zürich an. In Zürich spielte er elfmal in der 1. Liga und erzielte dabei ein Tor. Im Sommer 2019 wechselte er zum Zweitligisten FC Lausanne-Sport. In seiner ersten Saison in Lausanne fungierte er als zweiter Torhüter hinter Thomas Castella und kam so zu fünf Einsätzen in der Challenge League. Die Mannschaft stieg schlussendlich als Tabellenerster in die Super League auf. In der anschließenden Saison setzte er sich gegen Castella durch und bestritt 34 Partien in der höchsten Schweizer Spielklasse. Im Juli 2022 verließ der Franzose Lausanne und schloss sich Clermont Foot an.